# Julio Aníbal Sepúlveda Rondanelli
Julio Aníbal Sepúlveda Rondanelli (Angol, 24 de enero de 1915 - Punta Arenas, 8 de julio de 1995), abogado y  político radical chileno, hijo de Julio Aníbal Sepúlveda Onfray y Blanca Rondanelli Quezada. Contrajo matrimonio con España García Martínez de Pinillos (1940) y con Virginia Bravo Saavedra en segundas nupcias (1979).
Estudió en el Liceo de Hombres de Angol y luego ingresó a la Facultad de Derecho de la Universidad de Chile, donde se juró como abogado en 1939, con una tesis titulada "El servicio de defensa fiscal de la ley de alcoholes". Fue presidente de la Federación de Estudiantes de Angol y director del Centro de Alumnos de Derecho (1932).
Fue secretario auxiliar del Ministerio de Agricultura, asesor jurídico de los Ferrocarriles del Estado, delegado de alcoholes de Rancagua y consejero de la Caja de Colonización Agrícola.

## Actividades políticas
Militante del Partido Radical, llegando a ser vicepresidente nacional de la Juventud Radical, secretario general del partido en 1962 y vicepresidente del mismo en 1963. 
Electo Diputado por la 20.ª agrupación departamental, correspondiente a las comunas de Angol, Traiguén, Victoria y Collipulli (1941-1945), participando de la comisión permanente de Agricultura y Colonización. Reelegido Diputado por la 20.ª agrupación departamental (1949-1953), en esta ocasión se mantuvo como miembro de la comisión permanente de Hacienda.
Nuevamente Diputado en tres períodos consecutivos (1953-1957, 1957-1961 y 1961-1965), integrando en estos períodos las comisiones permanentes de Hacienda, Gobierno Interior y la de Minería e Industria.
Dedicado también a las actividades agrícolas, explotó su fundo “Los Copihues”, ubicado en la Cordillera de Nahuelbuta. 
Fue director de la Sociedad Agrícola de Malleco (1956), fundador y secretario del primer Club Deportivo de Angol, delegado del gobierno de Chile en la reunión de la Comisión de Desarrollo Agrícola y Reforma Agraria, del Consejo Interamericano Económico y Social, realizada en Buenos Aires, Argentina (1963).
En 1979 participó en la fundación del Movimiento Social Demócrata, del cual fue presidente de su tribunal supremo.